# Tuʻipelehake
Tuʻipelehake (oder Tuʻi Pelehake) ist ein tongaischer Häuptlingstitel. Über die Jahre haben verschiedene Personen diesen Titel getragen, darunter Prinzen und Premierminister. Der Träger des Titels übernimmt den Titel als neuen Namen, hängt lediglich seinen Geburtsnamen hinten an, um Verwirrungen zu vermeiden. Der Titel wird vom Vater an den Sohn vererbt. Der letzte Tuʻipelehake war Tuʻi Pelehake (ʻUluvalu).
Erster Tuʻipelehake war Tuʻipelehake ʻUluvalu, ihm folgte sein Sohn Filiaipulotu. Dessen Sohn Siaosi Fatafehi Toutaitokotaha war der Vater von König George Tupou II. und als Tuʻipelehake Toutaitokotaha tongaischer Premierminister 1905.
Sione Ngū Manumataongo Tukuʻaho (* 7. Januar 1922; † 10. April 1999), jüngster Sohn von Königin Sālote, wurde von seiner Mutter zum Tuʻipelehake ernannt.
Seine Hochzeit mit Melenaite Tupoumoheofo Veikune (* 13. November 1924; † 16. März 1993) fand am selben Tag statt wie die seines Bruders, des Kronprinzen Tupoutoʻa-Tungī, dem 10. Juni 1947. Tuʻi Pelehake (Fatafehi) wurde ebenfalls zum Tuʻi Faleua, König des zweiten Hauses ernannt. Von 1965 bis 1991 war der Lyriker und ehemalige Gouverneur von Vavaʻu und Haʻapai Premierminister.
Nach seinem Tode wurde sein Sohn ʻUluvalu Takeivūlai Tukuʻaho (* 7. Oktober 1950; † 6. Juli 2006) zum Tuʻi Pelehake ernannt, er war der einzige Sohn von fünf Kindern. Mit seiner Frau Kaimana Aleamotuʻa (* 13. März 1960; † 6. Juli 2006) hatte er keine Kinder. Das Paar kam bei einem Autounfall in San Francisco ums Leben, als Jugendliche in einem gestohlenen Auto mit ihrem Fahrzeug kollidierten.
Nach dem Tod von Tuʻi Pelehake (ʻUluvalu) geht der Titel an den König zurück, der jetzt einen neuen ernennen kann.